# 생장의 집
생장의 집(일본어: 生長の家 세이초노이에[*])은 1930년(쇼와 5년)에 다니구치 마사하루(谷口雅春)가 창설한 신흥 종교 단체이다. 현재는 정치 활동을 유보하고 있지만 일본회의에 참가하며 입정교성회(立正佼成会)등과 함께 생명윤리나 환경문제와 연관된 정치활동이 잦다. 주로 다니구치 마사하루 및 그 자손이 서적을 출판하며 활동 자금을 마련하고 있다. 그 신앙은 신토(神道), 불교, 그리스도교, 이슬람교, 유대교 등의 가르침에 심리학과 철학 등을 더하여 이들을 융합한 것이다. 모든 종교의 진리를 하나로 인식하고 있다. 종교법 인격을 인가받았다.

## 개요
1930년에 다니구치 마사하루가 창설하였다. 2000년 12월 31일을 기준으로 공식 집계된 신자수는 212만 명, 내일본에는 약 85만 명이라 주장된다. 현재 총재는 다니구치 마사하루의 사위인 다니구치 마사노부(차람)으로 2008년 10월 28일에 그의 아버지 신쵸가 89세에 서거하여 입교기념일의 2009년 3월 1일부터 다니구치 마사노부가 제3대 생장의 집 총재로 취임했다. 총본산으로서 류규스미요시(龍宮住吉) 본궁이 나가사키현 사이카이시에, 별격 본산으로 호조 신사가 교토부 우지시에 각각 있다. 경전으로 '생명의 실상', '감로의 법우', '일곱 개 등대 점등자의 신시(神示)' 등이 있다.

## 참고 문헌
- 다니구치 마사하루(谷口雅春) 《生長の家とは如何なるものか》(일본교문사(日本教文社), 1971년) 教祖直筆の入門書. ISBN 453105038X
- 清水雅人編 《新宗教の世界 5》(大蔵出版, 1978년) 宗教学者の目から. ISBN 4804352058